# Arizona (Atlántida)
Arizona é uma cidade hondurenha do departamento de Atlántida. Segundo o censo de 2013, é habitada por 24 819 pessoas.